# Zvinița, Kărdjali
Zvinița (în bulgară Звиница) este un sat în comuna Kărdjali, regiunea Kărdjali,  Bulgaria. 

## Demografie
Componența etnică a satului Zvinița
     Bulgari (1,05%)
     Turci (97,04%)
     Romi (1,69%)
     Nicio identificare (0,21%)
La recensământul din 2011, populația satului Zvinița era de 473 locuitori. Din punct de vedere etnic, majoritatea locuitorilor (97,04%) erau turci, existând și minorități de romi (1,69%) și bulgari (1,05%). Pentru 0,21% din locuitori nu este cunoscută apartenența etnică.